# Halton (Cheshire)
Halton – wieś w Anglii, w hrabstwie ceremonialnym Cheshire, w dystrykcie (unitary authority) Halton. Teraz część miasta Runcorn.